# هيلينا سيكوفا
هيلينا سيكوفا (بالتشيكية: Helena Suková) مواليد 23 فبراير 1965 في براغ، تشيكوسلوفاكيا هي لاعبة تنس تشيكية محترفة. خلال مسيرتها الاحترافية فازت ب14 بطولة جراند سلام منها 9 ألقاب في زوجي السيدات و5 ألقاب بالزوجي المختلط. كما وصلت إلى المبارة النهائية في أربع بطولات جراند سلام للفردي، وفازت ب10 ألقاب بمسابقات الفردي و69 بمسابقات الزوجي.

## الحياة الشخصية
ولدت هيلينا في عائلة تشيكية مهتمة بالتنس، حيث كانت أمها فيرا سيكوفا لاعبة تنس ووصلت إلى نهائي الفردي في بطولة ويمبلدون 1962، ووالدها سيريل سوك II كان رئيس الاتحاد التشيكوسلوفاكي للتنس.
وشيقيقها سيريل سوك III هو لاعب تنس محترف، وتعاون مع شقيقته للفوز بثلاث بطولات جراند سلام بالزوجي المختلط (فرنسا المفتوحة 1991، وبطولة ويمبلدون 1996,1997).

## المسيرة الاحترافية

### نهائيات الجراند سلام

#### فردي السيدات
| اللقب   | السنة | البطولة           | السطح | الخصم               | النتيجة            |
| ------- | ----- | ----------------- | ----- | ------------------- | ------------------ |
| الوصيفة | 1984  | أستراليا المفتوحة | عشبي  | كريس إيفرت          | 6–7(4–7), 6–1, 6–3 |
| الوصيفة | 1986  | أمريكا المفتوحة   | صلب   | مارتينا نافراتيلوفا | 6–3, 6–2           |
| الوصيفة | 1989  | أستراليا المفتوحة | صلب   | شتيفي غراف          | 6–4, 6–4           |
| الوصيفة | 1993  | أمريكا المفتوحة   | صلب   | شتيفي غراف          | 6–3, 6–3           |

#### زوجي السيدات
| اللقب   | السنة | البطولة           | السطح | الشريكة                 | الخصوم                            | النتيجة            |
| ------- | ----- | ----------------- | ----- | ----------------------- | --------------------------------- | ------------------ |
| الوصيفة | 1984  | أستراليا المفتوحة | عشبي  | کلودیا کوده-کیلش        | مارتينا نافراتيلوفا بام شرايفر    | 6–3, 6–4           |
| الوصيفة | 1985  | فرنسا المفتوحة    | ترابي | کلودیا کوده-کیلش        | مارتينا نافراتيلوفا بام شرايفر    | 4–6, 6–2, 6–2      |
| البطلة  | 1985  | أمريكا المفتوحة   | صلب   | کلودیا کوده-کیلش        | مارتينا نافراتيلوفا بام شرايفر    | 6–7(5–7), 6–2, 6–3 |
| الوصيفة | 1985  | أستراليا المفتوحة | عشبي  | کلودیا کوده-کیلش        | مارتينا نافراتيلوفا بام شرايفر    | 6–3, 6–4           |
| البطلة  | 1987  | بطولة ويمبلدون    | عشبي  | کلودیا کوده-کیلش        | بيتسي ناجيلسين إليزابيث سميلي     | 7–5, 7–5           |
| الوصيفة | 1988  | فرنسا المفتوحة    | ترابي | کلودیا کوده-کیلش        | مارتينا نافراتيلوفا بام شرايفر    | 6–2, 7–5           |
| البطلة  | 1989  | بطولة ويمبلدون    | عشبي  | يانا نوفوتنا            | Larisa Savchenko نتاشا زفريفا     | 6–1, 6–2           |
| البطلة  | 1990  | أستراليا المفتوحة | صلب   | يانا نوفوتنا            | باتي فينديك ماري جو فرنانديز      | 7–6(7–5), 7–6(8–6) |
| البطلة  | 1990  | فرنسا المفتوحة    | ترابي | يانا نوفوتنا            | لاریسا نیلد نتاشا زفريفا          | 6–4, 7–5           |
| البطلة  | 1990  | بطولة ويمبلدون    | عشبي  | يانا نوفوتنا            | كاثي جوردان إليزابيث سميلي        | 6–3, 6–4           |
| الوصيفة | 1990  | أمريكا المفتوحة   | صلب   | يانا نوفوتنا            | جيجي فرنانديز مارتينا نافراتيلوفا | 6–2, 6–4           |
| البطلة  | 1992  | أستراليا المفتوحة | صلب   | أرانتشا سانتشيث فيكاريو | ماري جو فرنانديز زينا غاريسون     | 6–4, 7–6(7–3)      |
| البطلة  | 1993  | أمريكا المفتوحة   | صلب   | أرانتشا سانتشيث فيكاريو | اماندا كوتزر إينيس جوروتشاتيجوي   | 6–4, 6–2           |
| البطلة  | 1996  | بطولة ويمبلدون    | عشبي  | مارتينا هينجيز          | ميريديث ماكغراث لاریسا نیلد       | 5–7, 7–5, 6–1      |

#### الزوجي المختلط
| اللقب   | السنة | البطولة           | السطح | الشريك       | الخصوم                           | النتيجة            |
| ------- | ----- | ----------------- | ----- | ------------ | -------------------------------- | ------------------ |
| البطلة  | 1991  | فرنسا المفتوحة    | ترابي | سيريل سوك    | كارولين فيس بول هارهويس          | 3–6, 6–4, 6–1      |
| الوصيفة | 1992  | أمريكا المفتوحة   | صلب   | توم نيسن     | نيكول برادتكه مارك وودفورد       | 4–6, 6–3, 6–3      |
| البطلة  | 1993  | أمريكا المفتوحة   | صلب   | تود وودبريدج | مارتينا نافراتيلوفا مارك وودفورد | 6–3, 7–6(8–6)      |
| الوصيفة | 1994  | أستراليا المفتوحة | صلب   | تود وودبريدج | لاریسا نیلد أندريه أولهوفسكي     | 7–5, 6–7(0–7), 6–2 |
| البطلة  | 1994  | بطولة ويمبلدون    | عشبي  | تود وودبريدج | لوري ماكنيل تي جاي ميدلتون       | 3–6, 7–5, 6–3      |
| البطلة  | 1996  | بطولة ويمبلدون    | عشبي  | سيريل سوك    | لاریسا نیلد مارك وودفورد         | 1–6, 6–3, 6–2      |
| البطلة  | 1997  | بطولة ويمبلدون    | عشبي  | سيريل سوك    | لاریسا نیلد أندريه أولهوفسكي     | 4–6, 6–3, 6–4      |
| الوصيفة | 1998  | أستراليا المفتوحة | صلب   | سيريل سوك    | فينوس ويليامز جستين جيملستوب     | 6–2, 6–1           |

## روابط خارجية
- هيلينا سيكوفا على موقع رابطة محترفات التنس (الإنجليزية)
- هيلينا سيكوفا على موقع الاتحاد الدولي لكرة المضرب (الإنجليزية)
- هيلينا سيكوفا على موقع كأس بيلي جين كينغ (الإنجليزية)
- هيلينا سيكوفا على موقع قاعة مشاهير كرة المضرب الدولية (الإنجليزية)
- هيلينا سيكوفا على موقع خلاصة التنس.كوم (الإنجليزية)
- هيلينا سيكوفا على موقع أوليمبيديا (الإنجليزية)
- هيلينا سيكوفا على موقع اللجنة الأولمبية التشيكية (التشيكية)